# Richard M. Bishop

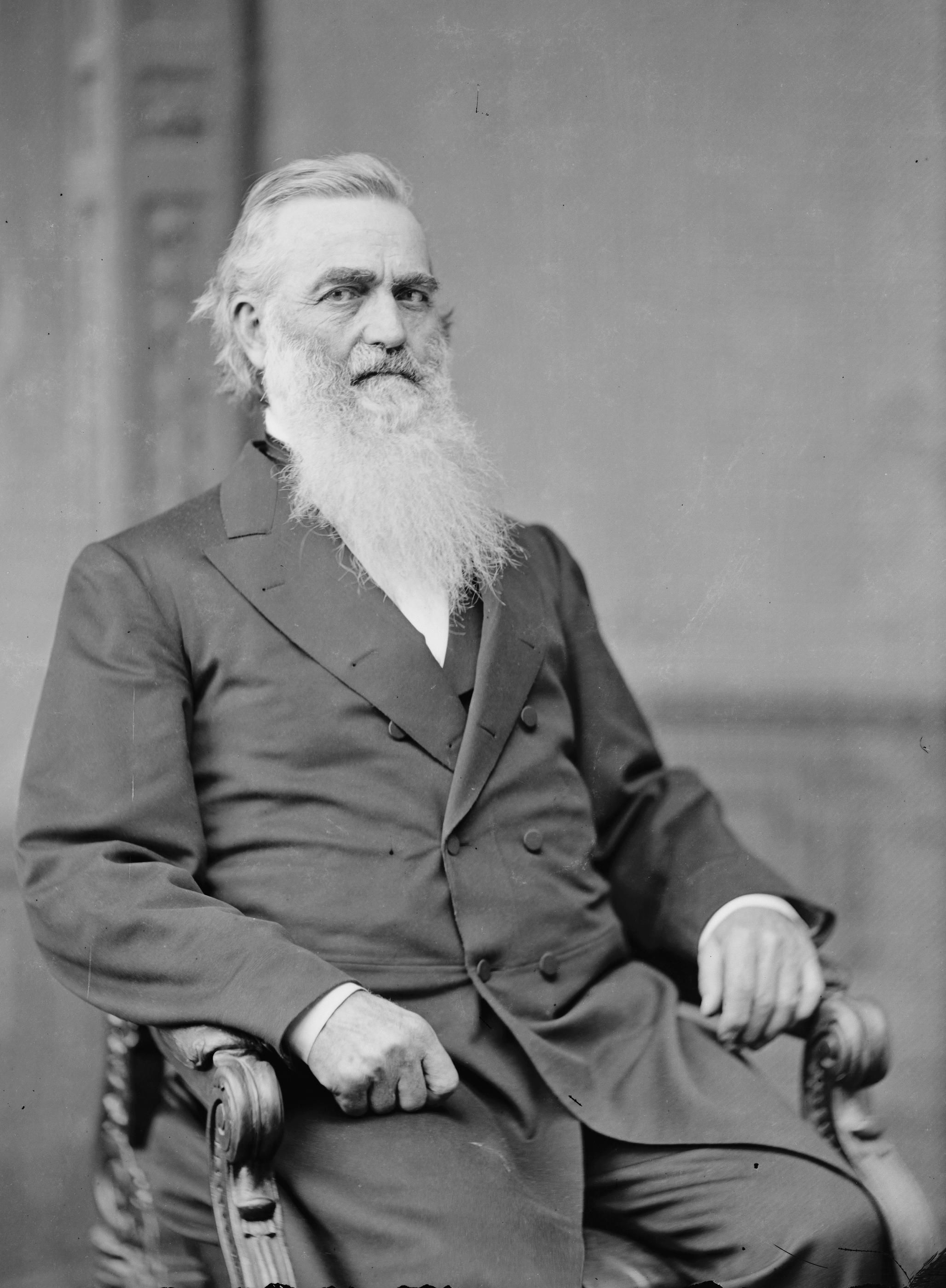
Richard Moore Bishop

Richard Moore Bishop (* 4. November 1812 im Fleming County, Kentucky; † 2. März 1893 in Jacksonville, Florida) war ein US-amerikanischer Politiker und von 1878 bis 1880 der 34. Gouverneur des Bundesstaates Ohio.

## Frühe Jahre
Richard Bishop besuchte die örtlichen Schulen seiner Heimat in Kentucky. Danach arbeitete er als Ladenangestellter. Nach vier Jahren war er Teilhaber des Ladens. Zwischen 1838 und 1841 war er mit seinem Bruder am Schweinehandel beteiligt. Dabei exportierten sie Schweine in den Süden. Das Geschäft endete mit einem Konkurs, als die Preise in den Keller fielen und die Banken im Staat Mississippi nicht mehr zahlen konnten. Trotzdem blieben die beiden Brüder weiterhin geschäftlich zusammen. Diese Partnerschaft wurde erst aufgelöst, als Richard im Jahr 1848 nach Cincinnati zog. Dort gründete Richard Bishop seine eigene Handelsfirma, deren Jahresumsatz nach einigen Jahren bei etwa fünf Millionen Dollar lag.

## Politische Laufbahn
Bishops politische Laufbahn begann im Jahr 1857 in Cincinnati. In diesem Jahr wurde er in den Stadtrat gewählt. Zwischen 1859 und 1861 war er Bürgermeister dieser Stadt. Danach zog er sich vorübergehend ins Privatleben zurück. Im Jahr 1873 war er Mitglied einer Kommission zur Überarbeitung der Verfassung von Ohio. 1877 wurde er als Kandidat der Demokratischen Partei zum neuen Gouverneur seines Staates gewählt, wobei er sich mit 48,9 Prozent der Stimmen vor dem Republikaner William H. West (44,9 Prozent) durchsetzte.
Bishop trat sein Amt am 14. Januar 1878 an. In seiner zweijährigen Amtszeit wurde der Strafvollzug reformiert und die Wohlfahrtseinrichtungen neugegliedert. Auch andere Gesetze wurde überarbeitet. Ansonsten verlief seine Amtszeit ohne besondere Vorkommnisse.

## Weiterer Lebenslauf
Nach dem Ende seiner Amtszeit zog sich Bishop aus der Politik zurück. Er widmete sich weiterhin seinen privaten Geschäften und verstarb 1893. Richard Bishop war verheiratet und hatte drei Kinder.